# Kia KX3
Kia KX3 — це субкомпактний кросовер, який вироблявся для китайського ринку компанією Dongfeng Yueda Kia. З 2023 року KX3 було перейменовано на Kia Seltos. 

## Перше покоління (KC; 2015)
KX3 дебютував як концепт на автосалоні в Гуанчжоу в 2014 році, а серійна версія дебютувала в березні 2015 року. 

KX3 базується на платформі Hyundai ix25 і має варіанти двигунів, включаючи 1,6-літровий рядний чотирицилиндровий двигун потужністю 123 к.с. і 151 Нм, 1,6-літровий рядний чотирициліндровий турбодвигун потужністю 200 к.с. і 264 Нм, а також 2,0-літровий 4-циліндровий рядний двигун. потужністю 202 к.с. і 192 Нм. Усі моделі двигунів об’ємом 1,6 л мають передній привід, лише моделі двигунів об’ємом 2,0 л пропонують опціональний повний привід. Варіанти трансмісії: 6-ступінчаста механічна коробка передач або 6-ступінчаста автоматична коробка передач для моделей без турбонаддуву та 7-ступінчаста DCT для моделі з 1,6-літровим турбованим двигуном.  Ціна на Kia KX3 Ao Pao коливається від 112 800 юанів до 186 800 юанів (18 018 – 29 830 доларів).  Оновлений Kia KX3 був представлений на автосалоні в Ченду в Китаї в 2016 році з оновленим дизайном переднього і заднього бамперів.  

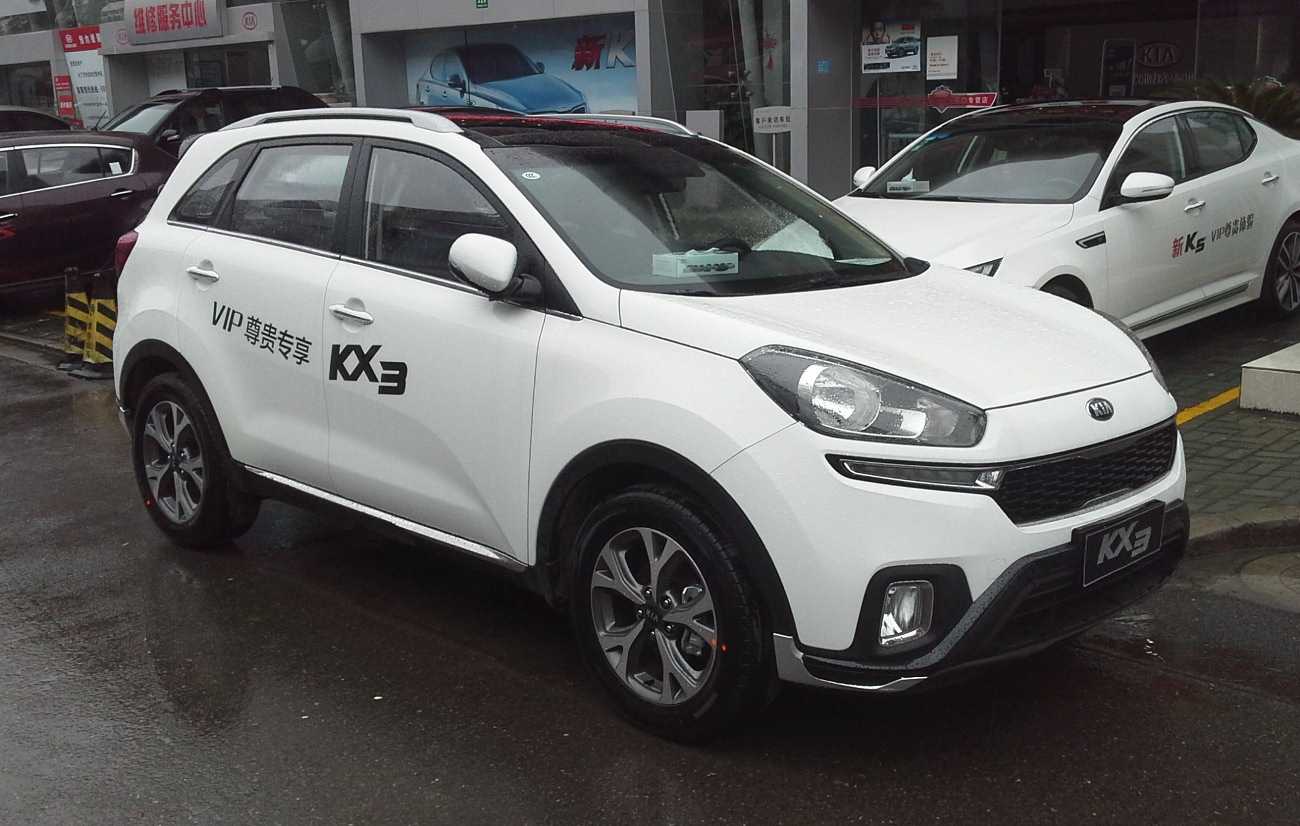
Вид спереду
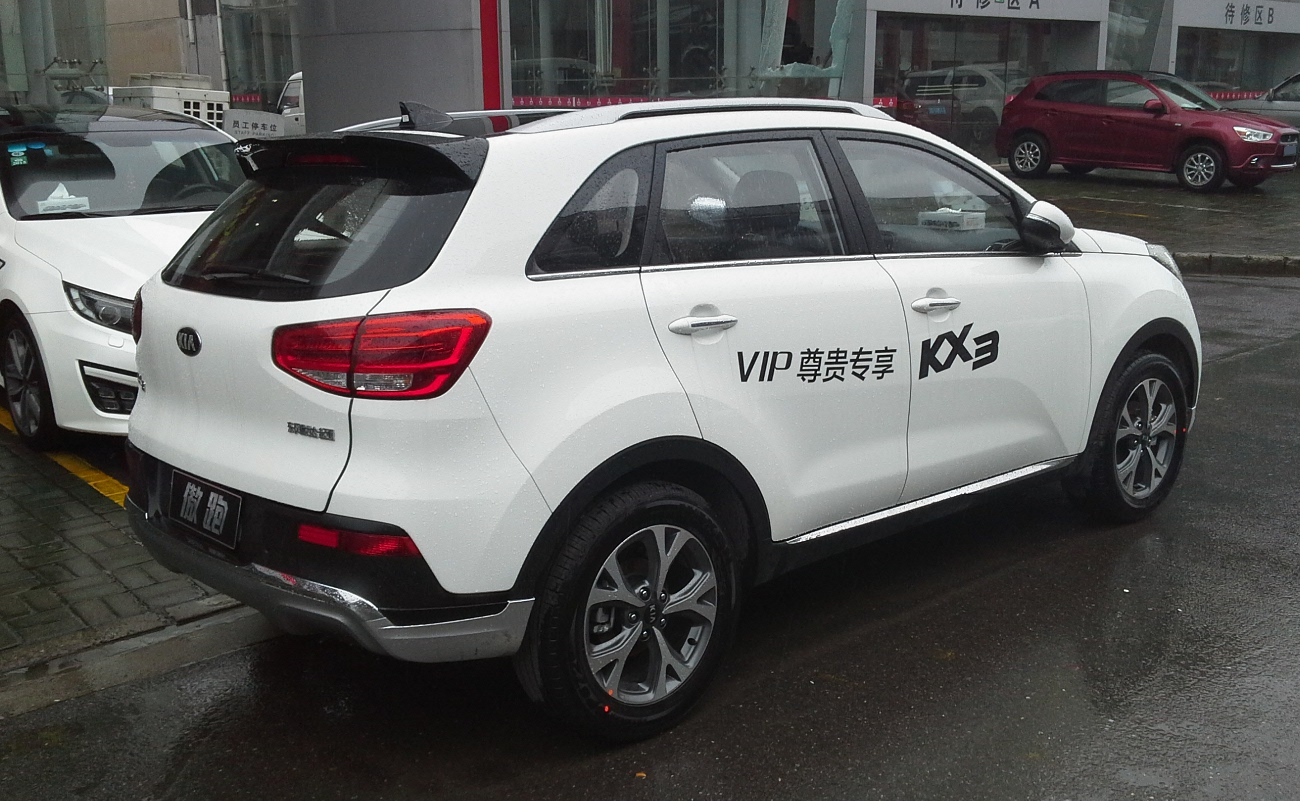
Вид ззаду
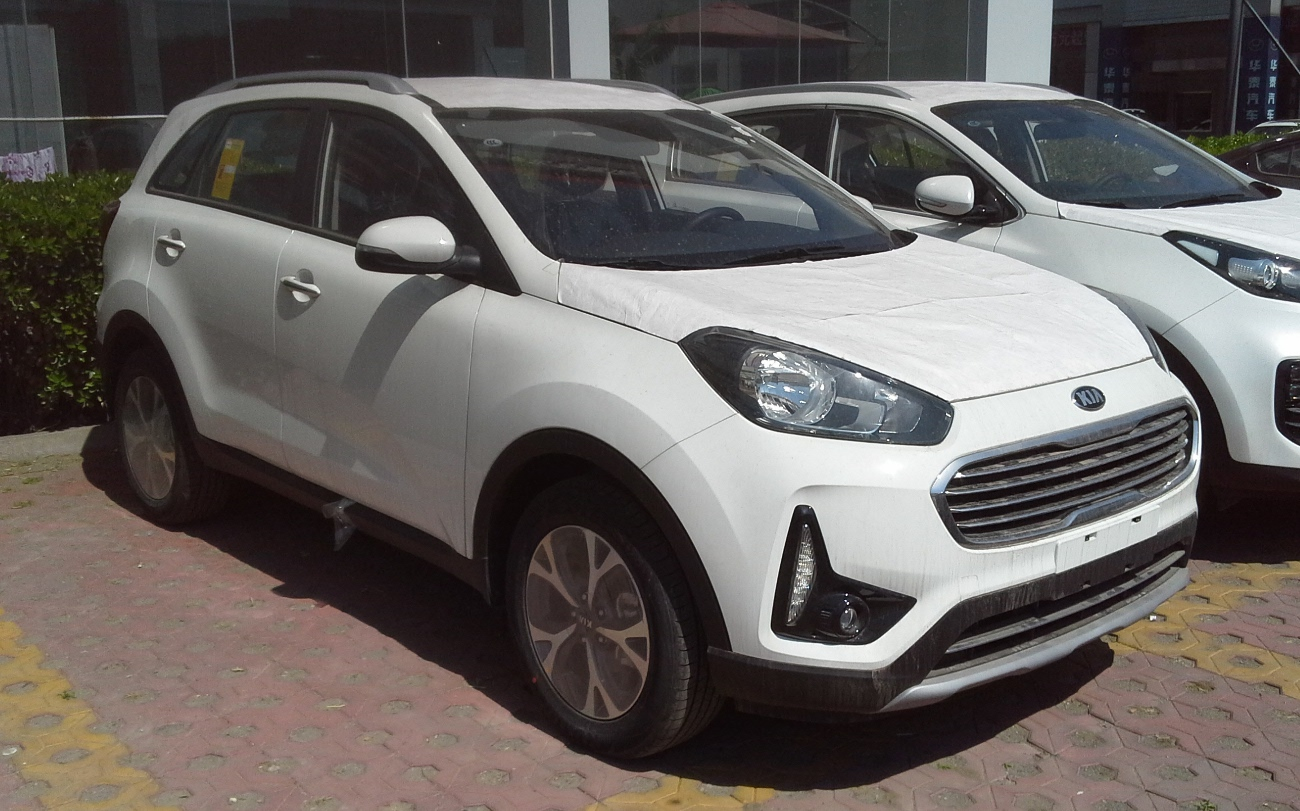
Рестайлінг
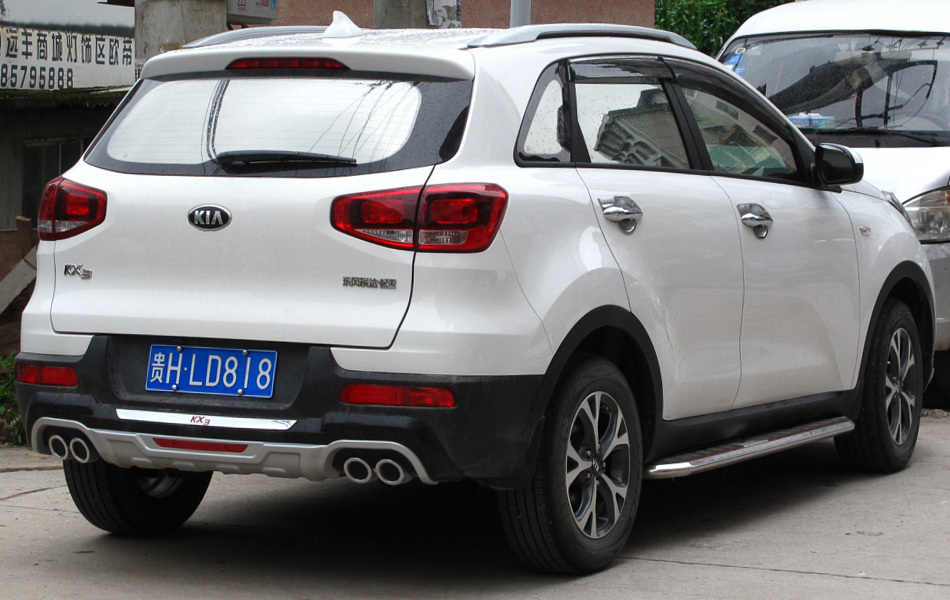
Вид ззаду

### KX3 EV
Kia KX3 EV був представлений у Китаї в 2018 році. Трансмісія видає 81 кВт (109 к.с.) потужності та 285 Нм крутного моменту. Максимальна швидкість KX3 EV становить 150 км/год, а споживання енергії за стандартом NEDC становить 16,4 кВт/год/100 км.  

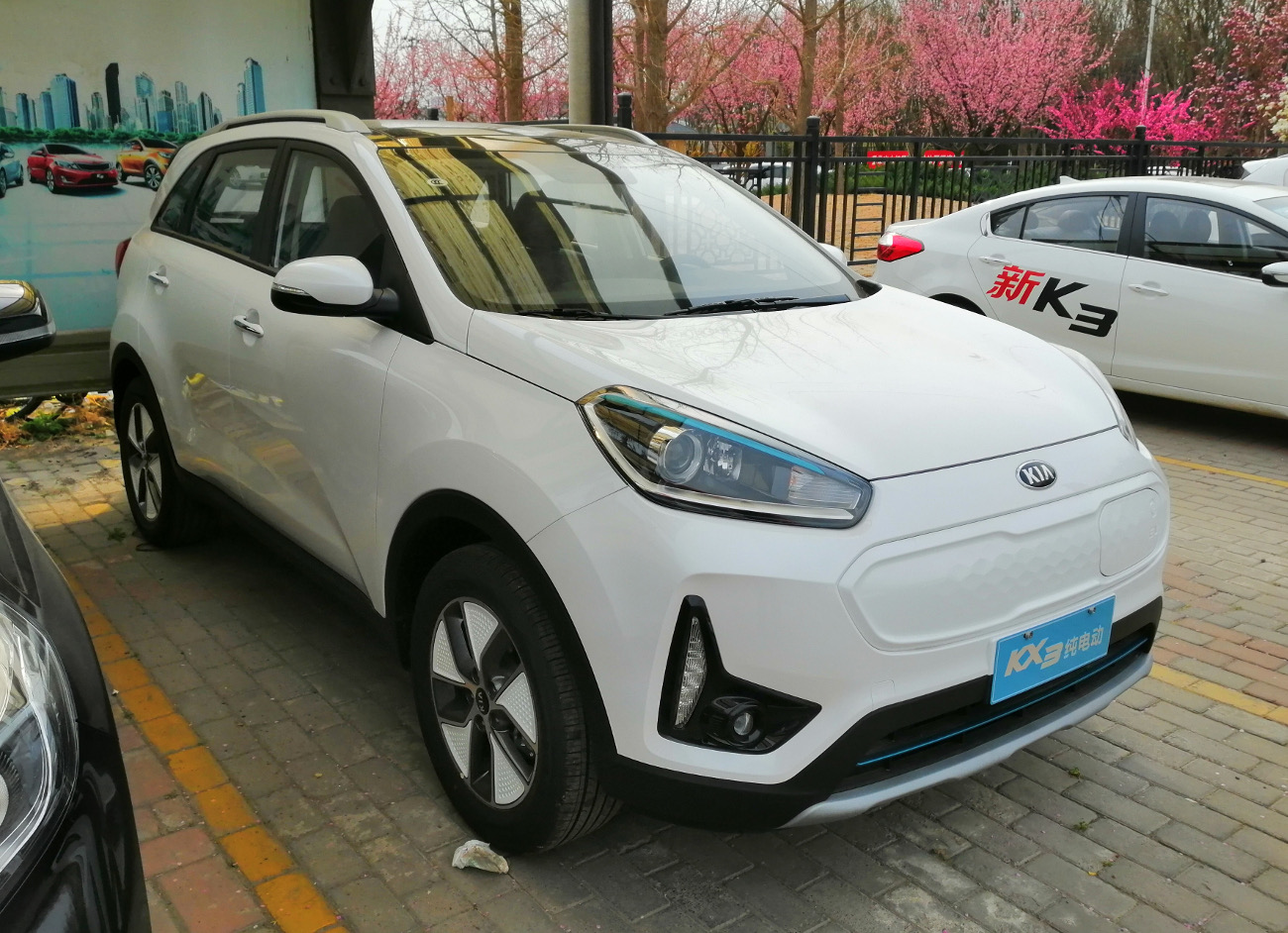
Kia KX3 EV

## Друге покоління (SP2c; 2020)
У вересні 2019 року Dongfeng Yueda Kia представила Seltos як KX3 другого покоління з додатковою китайською назвою Aopao (傲跑). Друге покоління KX3 стало доступне на китайському ринку в грудні 2019 року. Що стосується потужності, то KX3 другого покоління оснащено 1,5-літровим атмосферним двигуном G4FL потужністю 115 к.с. 

На відміну від попередніх поколінь, Kia KX3 Aopao другого покоління не пропонує повного приводу, оскільки він має спільну платформу з індійським Seltos SP2i.

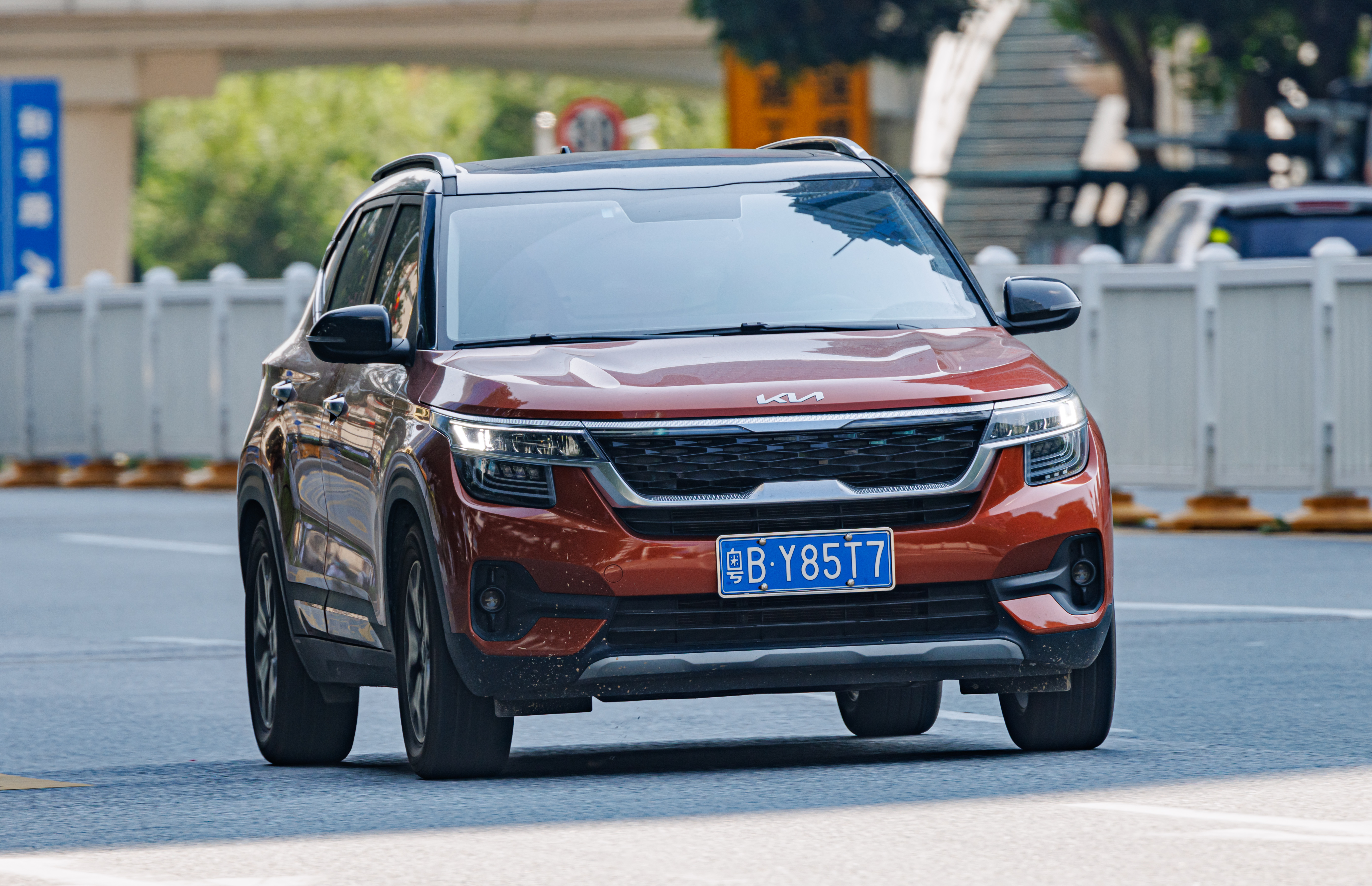
Вид спереду
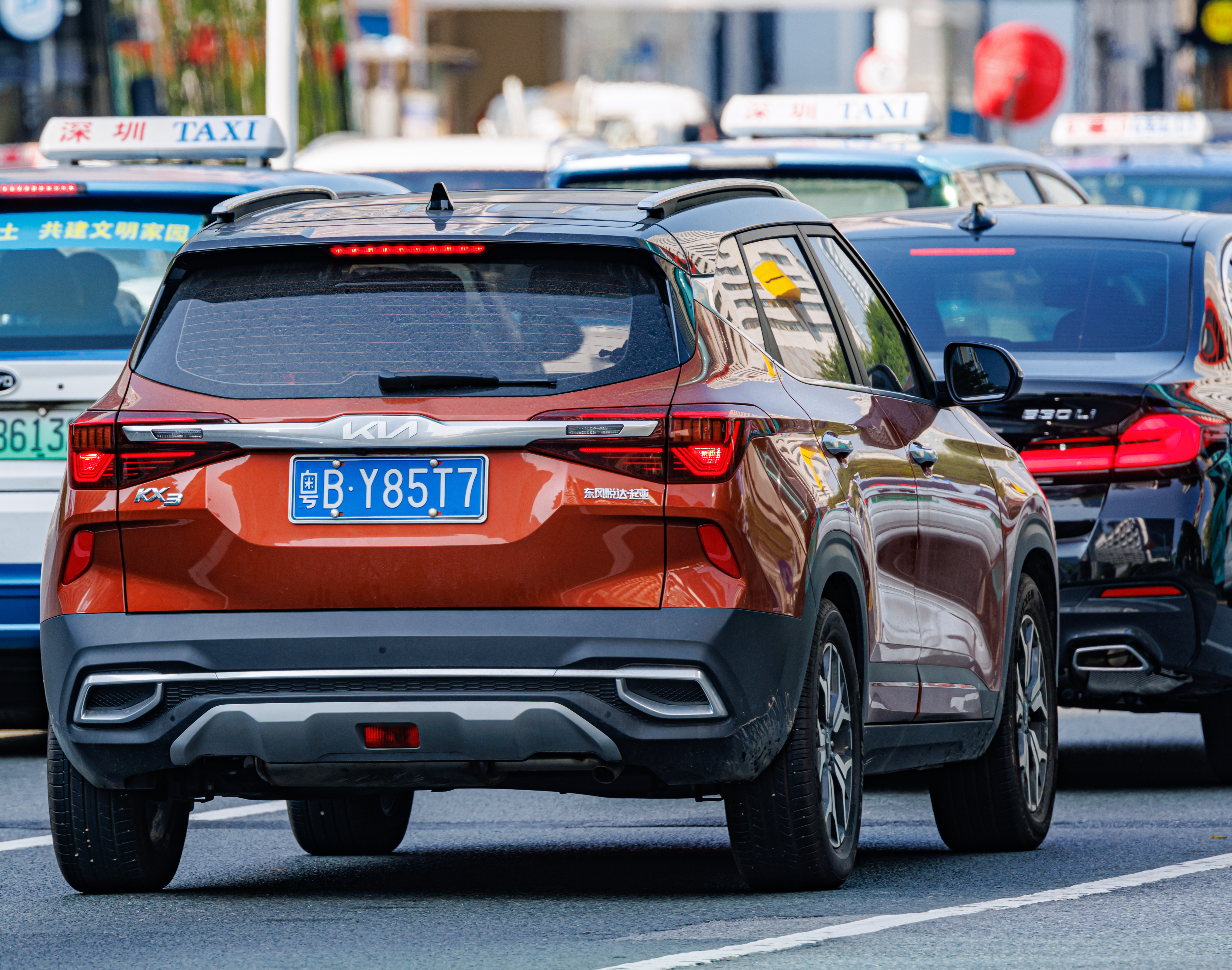
Вид ззаду